# Remontrances
Les Remontrances (Remonstrances en anglais et parfois écrit Monstraunces en anglo-normand) sont un ensemble de plaintes présentées en 1297 par un groupe de barons anglais au roi Édouard Ier. À la tête de cette opposition baronniale se trouvent les comtes de Norfolk et de Hereford.

## Contexte
Les plaintes des barons ont pour origine la fiscalité assez lourde imposée par le roi en raison des guerres incessantes menées par le roi en Guyenne, en Flandre et en Écosse au cours des années 1290. En mars 1297, Édouard Ier planifie une campagne en Flandre, afin de protéger ses alliés locaux face aux pressions accrues du roi de France Philippe IV le Bel. Beaucoup de barons jugent cette intervention inutile et préconisent de stabiliser la situation militaire en Écosse et en Galles, territoires récemment conquis par Édouard mais encore agités par des révoltes. Les comtes de Norfolk et de Hereford refusent tous deux d'accompagner le roi en Flandre et justifient leur opposition par l'absence d'une quelconque stratégie. Norfolk soutient devant le Parlement que l'obligation militaire des comtes de la pairie d'accompagner leur souverain lors de ses expéditions : ainsi, si le roi a l'intention de partir guerroyer en Flandre, il ne peut cependant envoyer ses sujets combattre en Guyenne. Le roi décide néanmoins de poursuivre la campagne prévue et demande à ses vassaux une imposition. Cette requête devient alors le principal grief de l'opposition, car la taxation a été augmentée de manière inconsidérée selon les barons mécontents. Plutôt que de demander le consentement de la communauté du royaume en présence du Parlement, le roi s'est vu accorder cet impôt par ses plus proches partisans. 

## Présentation des griefs des barons
Alors qu'Édouard se prépare à embarquer pour la Flandre, Norfolk et Hereford se présentent en juillet 1297 à l'Échiquier afin de demander l'arrêt de la perception de la taxe, tout en déposant un document dans lequel figure leurs « Remontrances ». Le document est rédigé non pas comme une plainte personnelle des deux comtes, mais au nom de l'ensemble de la communauté du royaume. Les Remontrances affirment que le roi a conduit ses sujets à la pauvreté en raison de ses taxes excessives. Des objections contre la campagne prévue en Flandre sont également formulées, ainsi que l'incapacité du roi à faire appliquer la Magna Carta. Outre la présentation de problèmes politiques, financiers et constitutionnels, les deux comtes détiennent par ailleurs des griefs personnels à l'encontre du roi. Hereford a été désavantagé par Édouard lors d'une querelle avec le comte de Gloucester quelques années auparavant. Quant à Norfolk, il est engagé depuis de nombreuses années dans un conflit avec la couronne au sujet de dettes qu'il a contractées. Lorsque le roi part pour la Flandre en août 1297, le royaume semble au bord de l'implosion,.

## Résolution du conflit
La rivalité entre les deux factions prend soudainement fin à l'annonce de la défaite anglaise face aux Écossais lors de la bataille du pont de Stirling en septembre 1297. De retour de Flandre en mars 1298 après avoir conclu une trêve avec le roi de France, Édouard Ier décide de se réconcilier avec ses adversaires. Édouard promet à Hereford et à Norfolk d'accéder à leurs demandes, tandis que ces derniers acceptent de l'accompagner lors de son expédition militaire imminente en Écosse. Grâce à la paix établie entre les deux partis, l'armée anglaise menée par le roi parvient à écraser la résistance écossaise dès le mois de juillet 1298 lors de la bataille de Falkirk. En signe de franchise, Édouard a assis dès le 12 octobre 1297 l'ensemble des demandes des barons sur une Confirmation des chartes. La Confirmatio cartarum est concédée dans le but d'obtenir une levée d'impôt exceptionnelle auprès des barons prêts à imposer en contrepartie une sorte de code des impôts, le De Tallagio.